# Šúrovce
Šúrovce és un poble i municipi d'Eslovàquia que es troba a la regió de Trnava, a l'oest del país.

## Història
La primera menció escrita de la vila es remunta al 1291.

## Demografia
| Godina             | 1994 | 2004   | 2014   | 2024   |
| ------------------ | ---- | ------ | ------ | ------ |
| Nombre de persones | 2163 | 2213   | 2329   | 2245   |
| Diferència         |      | +2,31% | +5,24% | −3,60% |

| Godina             | 2023 | 2024   |
| ------------------ | ---- | ------ |
| Nombre de persones | 2225 | 2245   |
| Diferència         |      | +0,89% |